# Neuenkirchen (Diepholz)
Pour les articles homonymes, voir Neuenkirchen.
Neuenkirchen est une commune allemande de l'arrondissement de Diepholz, Land de Basse-Saxe.

## Géographie
Neuenkirchen se situe au sud du parc naturel du Geest de Wildeshausen, à mi-chemin entre Brême et Osnabrück.
| Twistringen | Bassum       |         |
|             | Neuenkirchen |         |
| Ehrenburg   |              | Scholen |

En mars 1974, Cantrup, commune indépendante, devient un quartier de Neuenkirchen.
La commune de Neuenkirchen est traversée par la Bundesstraße 61, entre Bassum et Minden.

## Histoire
Neuenkirchen doit son nom à l'église Sainte-Catherine, mentionnée en 1258, une église sans collatéral, bâtie durant ce siècle dans le style roman. Au XIVe siècle, le village est sur le territoire du comté d'Altbruchhausen (aujourd'hui Bruchhausen-Vilsen), qui lui-même sera inclus au milieu de ce siècle dans le comté de Hoya.

## Source, notes et références
- (de) Cet article est partiellement ou en totalité issu de l’article de Wikipédia en allemand intitulé « Neuenkirchen (bei Bassum) » (voir la liste des auteurs).